# Relations entre le Kosovo et les Pays-Bas
Les relations entre le Kosovo et les Pays-Bas sont les relations diplomatiques entre la république du Kosovo et le royaume des Pays-Bas. Le Kosovo a déclaré son indépendance de la Serbie le 17 février 2008 et les Pays-Bas l'ont reconnu le 4 mars 2008. Les Pays-Bas ont une ambassade à Pristina depuis le 27 juin 2008, et le Kosovo ouvrit son ambassade à La Haye en novembre 2009.

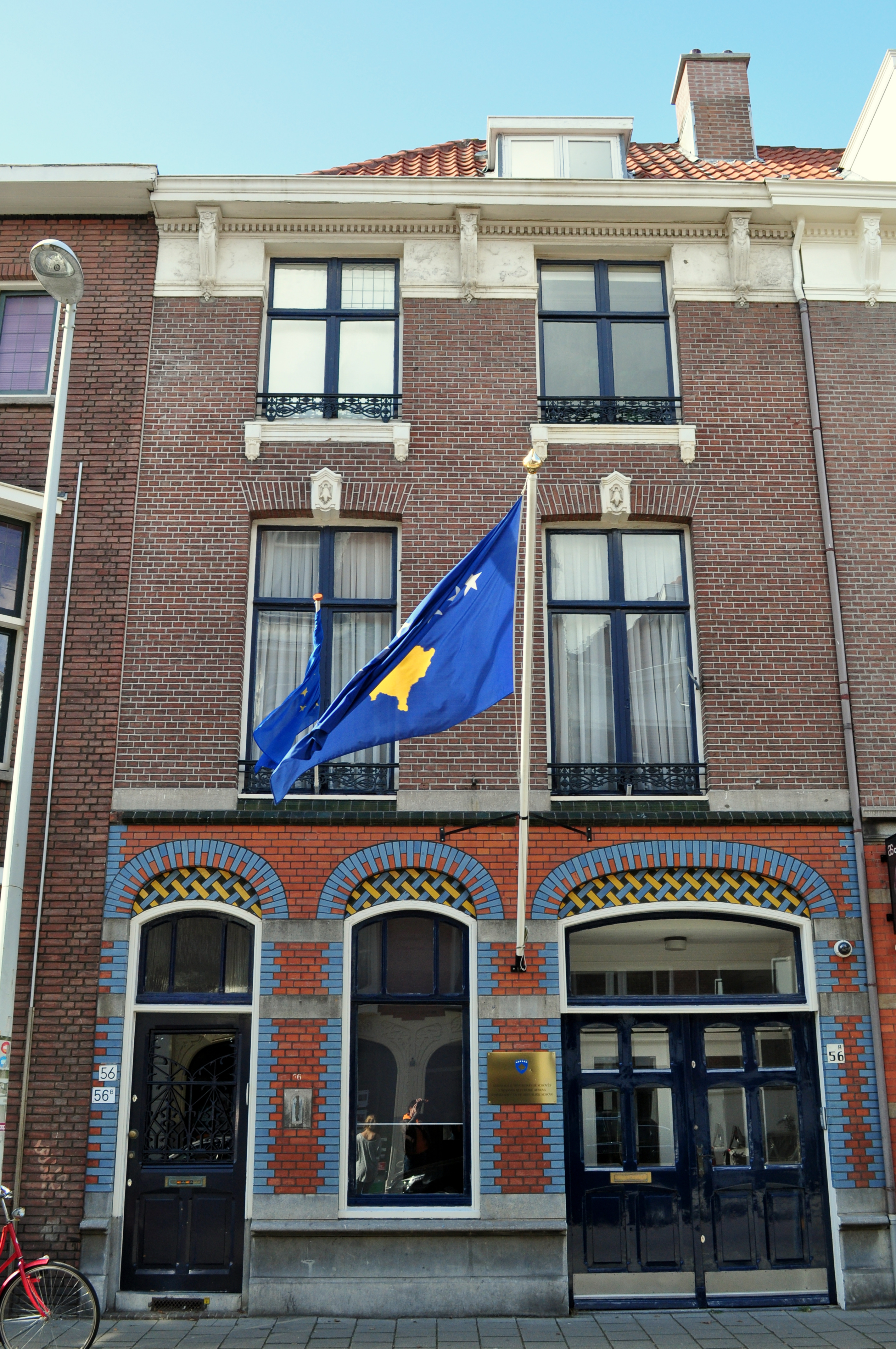
Ambassade du Kosovo aux Pays-Bas.